# Passion Play (película)
Passion Play es una película estadounidense dirigida por Mitch Glazer. Se estrenó en 2010. Está protagonizada por Megan Fox, Mickey Rourke y Bill Murray.

## Argumento
El argumento de Passion Play se encuadra en 1950, en la ciudad de Los Ángeles. Trata sobre Nate Poole, un trompetista interpretado por Mickey Rourke abatido por sus muchos problemas.
Este encuentra la salvación cuando Lily, un ángel con alas interpretado por Megan Fox, se cruza en su camino. Él, por su parte, tendrá que salvarlo de las garras de un peligroso gánster, Happy Sannon, interpretado por Bill Murray.

## Reparto
- Mickey Rourke es Nate Poole.
- Megan Fox es Lily.
- Bill Murray es Happy Shannon.
- Rhys Ifans es Sam Adamo.
- Robert Wisdom es Malcolm.
- Rory Cochrane es Ricky.
- Jimmy Scott es él mismo.[3]

## Recepción
Una edición incompleta de la película se estrenó en septiembre del 2010 en el Festival Internacional de Cine de Toronto. El estreno, sin embargo, fue en junio de 2011.

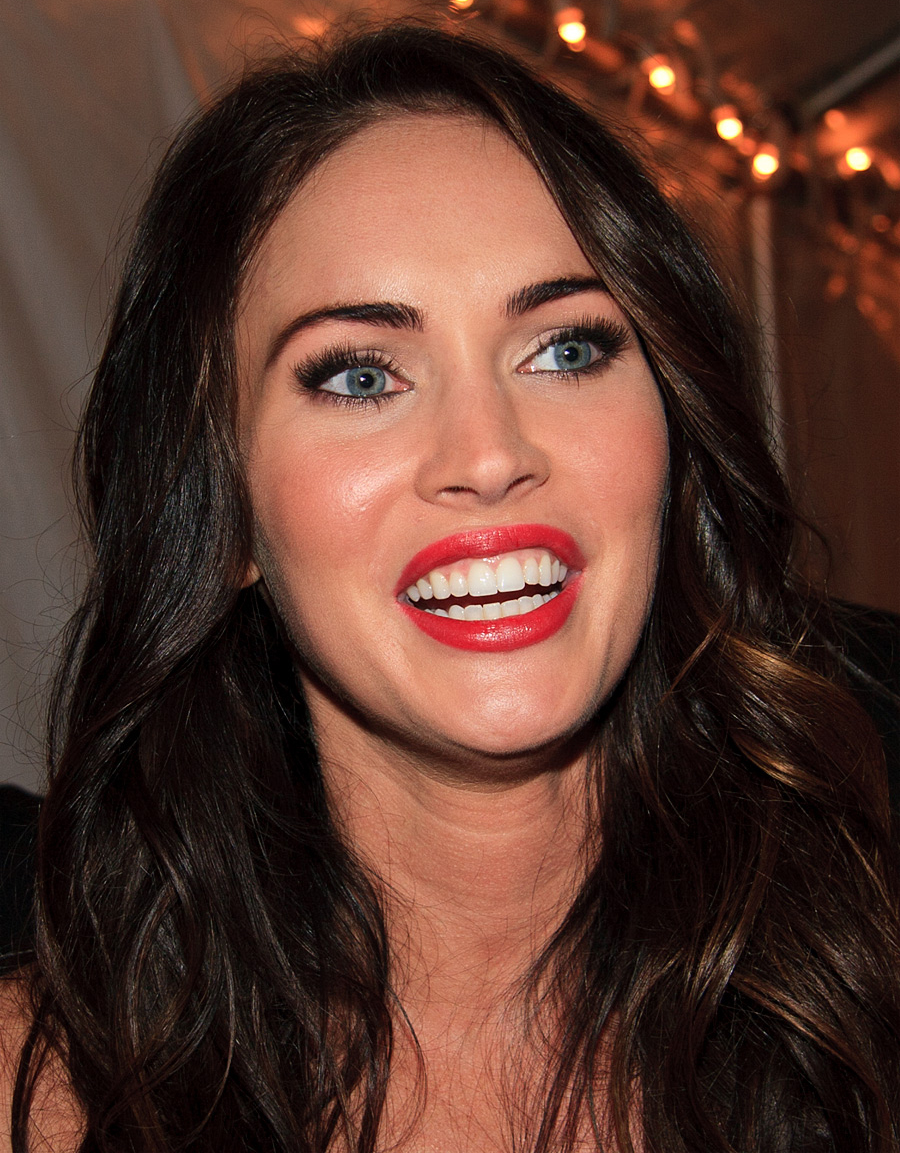
La actriz Megan Fox en la premier de la película Passion Play en septiembre de 2010.

### Crítica
Kyle Smith del New York Post comentó: "Aunque la película es, al mismo tiempo, demasiado extraña para ser tomada en serio y no lo bastante extraña para ponerse a la altura del macabro surrealismo de Lynch, tienes que darle crédito a l escritor-director Mitch Glazer por ser atrevido (...)"
Metacritic y Rotten Tomatoes tumbaron con sus críticas y resultados pésimos la película antes de que esta fuera lanzada al mercado
La película en taquilla fue un desastre. Con un presupuesto de 15 millones. Passion Play tan solo recaudó 3669 dólares en cines ya que solo se proyectó en dos salas. Se lanzó directamente en DVD el 31 de mayo.